# Richard Duffin
Richard James Duffin (* 13. Oktober 1909  in Chicago; † 29. Oktober 1996 in Pittsburgh) war ein US-amerikanischer Physiker und angewandter Mathematiker.
Duffin studierte Physik und Elektrotechnik (Bachelor-Abschluss) an der University of Illinois at Urbana-Champaign, wo er 1935 bei Harold Mott-Smith und David Bourgin in Physik über thermomagnetische und galvanomagnetische Effekte promovierte. Danach war er Lecturer an der Purdue University und der University of Illinois. Im Zweiten Weltkrieg war er am Carnegie Institution in Washington, D.C., wo er für die US-Marine unter anderem über Minensuche forschte. Von 1946 bis 1988 war er Professor für Mathematik an der Carnegie Mellon University in Pittsburgh. Außerdem arbeitete er als Berater für den Elektrokonzern Westinghouse.
Duffin befasste sich unter anderem mit der Theorie elektrischer Netzwerke und Operations Research. Zu seinen Studenten zählt Raoul Bott, mit dem er über Analyse elektrischer Netzwerke arbeitete (Duffin-Bott-Synthese, Duffin-Bott-Inverse). 1949 widerlegte er die Vermutung von Hadamard und Boggio.
1972 wurde er in die National Academy of Sciences gewählt, 1974 in die American Academy of Arts and Sciences. 1982 erhielt er den John-von-Neumann-Theorie-Preis.

## Schriften
- mit Elmor Peterson, Clarence Zener: Geometric Programming - theory and applications, Wiley 1967